# Пухкеник
Пухкеник, пампушок, пряженець,  — солодкий виріб з учиняного тіста, варений у смальці, маслі або олії. Класична кондитерська страва української кухні.

## Етимологія
Страва дістала назву за свою форму — дуже пухку, легку, що мають ці вироби. Найчастіше готують та вживають влітку. Характерні для кухонь Поділля, Черкащини, Київщини, південної Волині, Дніпровщини.

## Приготування
Воду разом з вершковим маслом і цукром доводять до кипіння, всипають борошно і, прогріваючи суміш на слабкому вогні, вимішують доти, доки вона не перестане прилипати до стінок каструлі. Охолоджується тісто до 60—70 °С, за цим вбиваються яєчні жовтки (5—6) по одному, щоразу вимішуючи тісто до однорідної консистенції. Поступово додаються збиті в піну яєчні білки. За допомогою ложки відділяють невелику кількість тіста, опускають його в розігріте масло (смалець або олію) і смажать до золотавого кольору.
Готові пухкеники виймають шумівкою, викладають на сітчасту поверхню, щоб стекла олія. Пухкеники посипають сухарями, змішаними з ванільним цукром. Вживають лише гарячими.

## Види
- пухкеники звичайні
- пухкеники з варенням
- пухкеники з кисляку
- пухкеники по-гайворонськи
- пухкеники сирні